# 东山街道 (化州市)
东山街道，是中华人民共和国广东省茂名市化州市下辖的一个乡镇级行政单位。

## 行政区划
东山街道下辖以下地区：
上街社区、站前社区、下街社区、劳村社区、上坡村、儒教位村、博龙村、江岸村、博金村和塘尾村。